# Чарло, Джермалл
Джермалл Чарло (англ. Jermall Charlo; род. 19 мая 1990, Ричмонд, США) — непобеждённый американский боксёр-профессионал, выступающий в первой средней (до 69,8 кг), в средней (до 72,5 кг), второй средней (до 76,2 кг) весовых категориях. Среди профессионалов бывший чемпион мира по версии IBF (2015—2017) в 1-м среднем весе, бывший временный чемпион мира по версии WBC (2018—2019) в среднем весе. Бывший чемпион по версии WBC (2019—2024) в среднем весе. Брат-близнец Джермелла Чарло.
Лучшая позиция по рейтингу BoxRec — 1-я (июнь 2021) и является 1-м среди американских боксёров суперсредней весовой категории, а по рейтингам основных международных боксёрских организаций занимает: 2-е место рейтинга WBC, 1-е место рейтинга WBA, — входя в ТОП-3 лучших боксёров суперсреднего веса всего мира.

## Любительская карьера
Джермалл боролся, чтобы получить место в олимпийской сборной 2008 года, но он был вынужден отказаться от турнира в связи с травмой пальца ноги, его место занял брат-близнец Джермелл, которому удалось получить место в сборной, и он перешёл в профессионалы с рекордом 56-8. Джермалл же продолжал бороться, как любитель на 1 год больше, и завершил любительскую карьеру с записью 65-6.

## Профессиональная карьера

### Первый средний вес
Дебютировал на профессиональном ринге 12 сентября 2008 года, одержав победу техническим нокаутом во 2-м раунде.
Первые 21 поединок Чарло были рейтинговыми и проходили в формате не более 10 раундов.

#### Чемпионский бой с Корнелиусом Бандрейджем
12 сентября 2015 года Чарло в своём 22-м бою встретился с чемпионом мира в 1-м среднем весе по версии IBF 42-летним Корнелиусом Бандрейджем. Чарло начал доминировать с первой секунды боя, и в каждом из раундов отправлял чемпиона в нокдаун. Чарло нокаутировал Бандрейджа в 3-м раунде и забрал титул.

#### Защиты титула
28 ноября 2015 года нокаутировал в 4-м раунде гаитянина Вилки Кэмпфорта.
21 мая 2016 года победил по очкам экс-чемпиона мира в первом среднем весе Остина Траута. Бой продлился все 12 раундов. Счёт судей: 115—113 и 116—112 (дважды).
10 декабря 2016 года нокаутировал в 5-м раунде американца Джулиана Уильямса.
В феврале 2017 года оставил титул IBF и объявил о переходе в средний вес.

### Средний вес
29 июля 2017 года нокаутировал в 4-м раунде аргентинца Хорхе Хейланда и стал обязательным претендентом на титул чемпиона мира в среднем весе по версии WBC. 21 апреля 2018 года нокаутировал во 2-м раунде американца Уго Сентено-младшего и завоевал вакантный титул временного чемпиона мира в среднем весе по версии WBC.
На 22 декабря 2018 года был назначен бой против американца Вилли Монро-младшего. WBC не допустил Монро до боя, так как он провалил допинг-тест. Вместо него на ринг против Джермалла вышел россиянин Матвей Коробов. Чарло победил по очкам в близком бою.
26 июня 2019 года чемпиону мира WBC в среднем весе мексиканцу Саулю Альваресу был присвоен новый титул — франшизный чемпион. Джермалл, в свою очередь, был повышен с временного до полноценного чемпиона.
29 июня 2019 года победил по очкам американца Брэндона Адамса.
7 декабря 2019 года нокаутировал в 7-м раунде ирландца Денниса Хогана.
26 сентября 2020 года победил бывшего претендента на тиитул чемпиона мира в среднем весе украинца Сергея Деревянченко.
19 июня 2021 года победил по очкам мексиканца Хуана Масиаса Монтиеля.

### Промежуточный вес

#### Бой с Хосэ Бенавидесом
25 ноября 2023 года в Лас Вегасе (Невада, США) вернулся на ринг после более чем двухлетнего перерыва в бою против Хосе Бенавидеса (28-3-1, 19 КО). Чарло не стал проводить защиту своего титула WBC в среднем весе которым владел еще с лета 2019 года. На взвешивание перед боем оказался тяжелее лимита на полтора килограмма и бой пришлось проводить в промежуточном весе до 74 кг.
Бой продлился всю дистанцию и был нервным ввиду конфликта участников обещавших нокаутировать друг друга. В первой половине боя Бенавидес был более активным и шел вперед, Чарло имея аргумент в ударной мощи работал на контратаках и проваливал идущего вперед Бенавидеса. Во-второй половине боя Чарло устал и чувствовалось что он недорабатывает. Счёт судей после 10 раундов: 98-92, 99-91 и 100-90 в пользу Чарло.

### Второй средний вес

#### Бой с Томасом ЛаМанной
31 мая 2025 года в Лас-Вегасе (США) в вечере бокса компании Premier Boxing Champions во втором по значимости событии дебютировал во втором среднем весе. Соперником стал опытный бывший претендента на титул регулярного чемпиона WBA Томас ЛаМанна. Чарло сразу прибрал контроль боя в свои руки. Он занял центр ринга и неспешно давил на ЛеМанну. Чарло не спешил, присматривался и выцеливал. Во 2-м раунде Чарло начал работать острее, а в третьем отправил соперника в нокдаун справа боковым. В 4-м раунде ситуация повторилась взял колено от левого бокового. Рефери не засчитал этот нокдаун, но в перерыве между раундами Атлетическая Комиссия Невады зафиксировала нокдаун. В третий раз Томасу считали на старте пятой трехминутки от мощного правого прямого. Он был осмотрен врачом между 5-м и 6-м раундом и рефери по совету врача остановил бой. После боя Чарло почти сразу занял лидирующие строчки в рейтинге WBC и WBA.

## Список профессиональных поединков
В таблице перечислены результаты всех поединков боксёров.
В каждой строке указан результат поединка. Дополнительно номер поединка обозначен цветом, который обозначает итог поединка. Расшифровка обозначений и цветов представлена в нижеследующей таблице.
| Пример | Расшифровка                     |
| ------ | ------------------------------- |
|        | Победа                          |
|        | Ничья                           |
|        | Поражение                       |
|        | Планируемый поединок            |
|        | Поединок признан несостоявшимся |
| КО     | Нокаут                          |
| ТКО    | Технический нокаут              |
| PTS    | Решение судей (по очкам)        |
| UD     | Единогласное решение судей      |
| MD     | Решение большинства судей       |
| SD     | Раздельное решение судей        |
| RTD    | Отказ от продолжения боя        |
| DQ     | Дисквалификация                 |
| NC     | Поединок признан несостоявшимся |

| 34 поединка, 34 победы (23 нокаутом).    | 34 поединка, 34 победы (23 нокаутом). | 34 поединка, 34 победы (23 нокаутом). | 34 поединка, 34 победы (23 нокаутом).                                      | 34 поединка, 34 победы (23 нокаутом). | 34 поединка, 34 победы (23 нокаутом). | 34 поединка, 34 победы (23 нокаутом). |
| Бой                                      | Дата                                  | Соперник                              | Место проведения                                                           | Результат                             | Примечание |                                       |
| ---------------------------------------- | ------------------------------------- | ------------------------------------- | -------------------------------------------------------------------------- | ------------------------------------- | --- | ------------------------------------- |
| 34                                       | 31 мая 2025                           | Томас Ламанна (39-5-1)                | Michelob Ultra Arena, Парадайс, Невада, США                                | TKO 6 (10)                            | Ламанна в нокдауне в 3-м, 4-м и 5-м раундах.                                                                                              |                                       |
| 33                                       | 25 ноября 2023                        | Хосе Бенавидес (28-2-1)               | Лас-Вегас, Невада, США                                                     | UD 12                                 | Счёт: 100-90, 99-91, 98-92. Бой не титульный, Чарло оказался на полтора килограмма тяжелее лимита и проводился в промежуточной категории. |                                       |
| 32                                       | 19 июня 2021                          | Хуан Масиас Монтиель (22-4-2)         | Тойота-центр, Хьюстон, Техас, США                                          | UD 12                                 | Счёт: 120-108, 119-109, 118-109. Защитил титул чемпиона мира по версии WBC (4-я защита Чарло) в среднем весе.                             |                                       |
| 31                                       | 26 сентября 2020                      | Сергей Деревянченко (13-2)            | Mohegan Sun Casino, Анкасвилл, Коннектикут, США                            | UD 12                                 | Защитил титул чемпиона мира по версии WBC (3-я защита Чарло) в среднем весе. Счёт: 116-112, 118-110, 117-111.                             |                                       |
| 30                                       | 7 декабря 2019                        | Деннис Хоган (28-2-1)                 | Барклайс-центр, Бруклин, Нью-Йорк, США                                     | TKO 7 (12)                            | Защитил титул чемпиона мира по версии WBC (2-я защита Чарло) в среднем весе. Хоган в нокдауне в 4-м и 7-м раундах.                        |                                       |
| 29                                       | 29 июня 2019                          | Брэндон Адамс (21-2)                  | NRG Arena, Хьюстон, Техас, США                                             | UD 12                                 | Защитил титул чемпиона мира по версии WBC (1-я защита Чарло) в среднем весе. Счёт: 119-109 и 120-108 (дважды).                            |                                       |
| 28                                       | 22 декабря 2018                       | Матвей Коробов (28-1)                 | Барклайс-центр, Бруклин, Нью-Йорк, США                                     | UD 12                                 | Защитил титул временного чемпиона мира по версии WBC (1-я защита Чарло) в среднем весе. Счёт судей: 119-108, 116-112 (дважды).            |                                       |
| 27                                       | 21 апреля 2018                        | Уго Сентено-младший (26-1)            | Барклайс-центр, Бруклин, Нью-Йорк, США                                     | KO 2 (12), 0:55                       | Завоевал вакантный титул временного чемпиона мира по версии WBC в среднем весе.                                                           |                                       |
| 26                                       | 29 июля 2017                          | Хорхе Хейланд (29-4-2)                | Барклайс-центр, Бруклин, Нью-Йорк, США                                     | TKO 4 (12), 2:13                      | Элиминатор WBC в среднем весе. Хейланд в нокдауне во 2-м и 4-м раундах.                                                                   |                                       |
| Перешёл в средний вес (до 72,6 кг).      |                                       |                                       |                                                                            |                                       | |                                       |
| 25                                       | 10 декабря 2016                       | Джулиан Уильямс (22-0-1)              | USC Galen Center, Лос-Анджелес, Калифорния, США                            | KO 5 (12), 2:06                       | Чемпион мира по версии IBF (3-я защита Чарло) в 1-м среднем весе. Уильямс в нокдауне один раз во 2-м раунде и два раза в 5-м раунде.      |                                       |
| 24                                       | 21 мая 2016                           | Остин Траут (30-2-0)                  | The Cosmopolitan of Las Vegas, Chelsea Ballroom, Лас-Вегас, Невада, США    | UD 12                                 | Чемпион мира в 1-м среднем весе по версии IBF (2-я защита Чарло). Счёт судей: 115-113 и 116-112 (дважды).                                 |                                       |
| 23                                       | 28 ноября 2015                        | Вилки Кэмпфорт (21-1-0)               | The Bomb Factory, Даллас, Техас, США                                       | TKO 4 (12), 1:16                      | Чемпион мира в 1-м среднем весе по версии IBF (1-я защита Чарло).                                                                         |                                       |
| 22                                       | 12 сентября 2015                      | Корнелиус Бандрейдж (34-5)            | Foxwoods Resort, Машантакет, Коннектикут, США                              | TKO 3 (12), 2:33                      | Чемпион мира в 1-м среднем весе по версии IBF (1-я защита Бандрейджа). Бандрейдж в нокдауне в 1-м, 2-м и два раза в 3-м раундах.          |                                       |
| 21                                       | 28 марта 2015                         | Майкл Финни (12-2-1)                  | Palms Casino Resort, Лас-Вегас, Невада, США                                | UD 10                                 | Счёт судей: 100-90 (все). |                                       |
| 20                                       | 13 декабря 2014                       | Ленни Боттай (22-2-0)                 | MGM Grand, Grand Garden Arena, Лас-Вегас, Невада, США                      | KO 3 (12), 0:38                       | |                                       |
| 19                                       | 11 сентября 2014                      | Норберто Гонсалес (20-4-0)            | Hard Rock Hotel and Casino, The Joint, Лас-Вегас, Невада, США              | TKO 7 (8), 1:23                       | Гонсалес в нокдауне в 5-м раунде. |                                       |
| 18                                       | 26 апреля 2014                        | Эктор Муньос (22-12-1)                | StubHub Center, Карсон, Калифорния, США                                    | RTD 3 (10), 3:00                      | |                                       |
| 17                                       | 13 декабря 2013                       | Джозеф Де лос Сантос (17-11-3)        | Fantasy Springs Casino, Индио, Калифорния, США                             | KO 5 (8), 0:29                        | Де лос Сантос в нокдауне в 3-м, 4-м и 5-м раундах.                                                                                        |                                       |
| 16                                       | 12 сентября 2013                      | Рохелио де ла Торре (10-3-0)          | MGM Grand, MGM Conference Center, Premier Ballroom, Лас-Вегас, Невада, США | TKO 7 (8), 1:50                       | Де ла Торре в нокдауне в 7-м раунде. |                                       |
| 15                                       | 9 августа 2013                        | Антуан Смит (23-4-1)                  | Fantasy Springs Casino, Индио, Калифорния, США                             | KO 2 (10), 2:23                       | |                                       |
| 14                                       | 1 июня 2013                           | Луис Эрнандес (22-5-0)                | BB&t Center, Санрайз, Флорида, США                                         | TKO 2 (6)                             | Эрнандес дважды в нокдауне во 2-м раунде.                                                                                                 |                                       |
| 13                                       | 20 апреля 2013                        | Орландо Лора (29-3-2)                 | Alamodome, Сан-Антонио, Техас, США                                         | RTD 5 (8)                             | |                                       |
| 12                                       | 2 марта 2013                          | Гилберт Венегас (12-8-3)              | Our Lady of the Lake University Gym, Сан-Антонио, Техас, США               | KO 3 (8)                              | |                                       |
| 11                                       | 26 января 2013                        | Джош Вильямс (8-4-0)                  | Hard Rock Hotel and Casino, The Joint, Лас-Вегас, Невада, США              | RTD 5 (8)                             | |                                       |
| 10                                       | 8 декабря 2012                        | Эдгар Перес (5-1-0)                   | Business Expo Center, Анахайм, Калифорния, США                             | RTD 4 (8)                             | |                                       |
| 9                                        | 24 марта 2012                         | Шон Роули Уилсон (5-8-0)              | Reliant Arena, Хьюстон, Техас, США                                         | TKO 5 (6)                             | |                                       |
| 8                                        | 23 сентября 2011                      | Эрик Дрейпер (4-5-0)                  | Seminole Hard Rock Hotel and Casino, Холливуд, Флорида, США                | KO 1 (6)                              | |                                       |
| 7                                        | 28 августа 2010                       | Деон Нэш (5-13-0)                     | Moody Gardens, Галвестон, Техас, США                                       | RTD 2 (4)                             | |                                       |
| 6                                        | 24 октября 2009                       | Карлос Гарсия (3-5-1)                 | Coliseo Roberto Clemente, Сан-Хуан, Пуэрто-Рико                            | UD 4                                  | Гарсия дважды в нокдауне. Счёт судей: 40-33 (все).                                                                                        |                                       |
| 5                                        | 11 июля 2009                          | Деон Нэш (5-9-0)                      | San Miguel Arena, Хьюстон, Техас, США                                      | UD 6                                  | Счёт судей: 59-55 и 60-54 (дважды). |                                       |
| 4                                        | 6 июня 2009                           | Террелл Дэвис (0-3-0)                 | Walter E. Washington Convention Center, Вашингтон, США                     | TKO 2 (4)                             | |                                       |
| 3                                        | 25 апреля 2009                        | Энтони Боуман (9-32-2)                | Fitzgerald’s Casino & Hotel, Туника, Миссисипи, США                        | UD 4                                  | Счёт судей: 39-37 и 40-36 (дважды). |                                       |
| 2                                        | 10 октября 2008                       | Марио Эрнандес (2-0-0)                | Desert Diamond Casino, Тусон, Аризона, США                                 | UD 4                                  | Счёт судей: 40-36 (все). |                                       |
| 1                                        | 12 сентября 2008                      | Симаррон Дэвис (1-3-0)                | Quick Trip Ballpark, Гранд Прери, Техас, США                               | TKO 2 (4)                             | |                                       |
| Бои в первом среднем весе (до 59,85 кг). |                                       |                                       |                                                                            |                                       | |                                       |
| Бой                                      | Дата                                  | Соперник                              | Место проведения                                                           | Результат                             | Примечание |                                       |